# Hvidsten-Gruppe

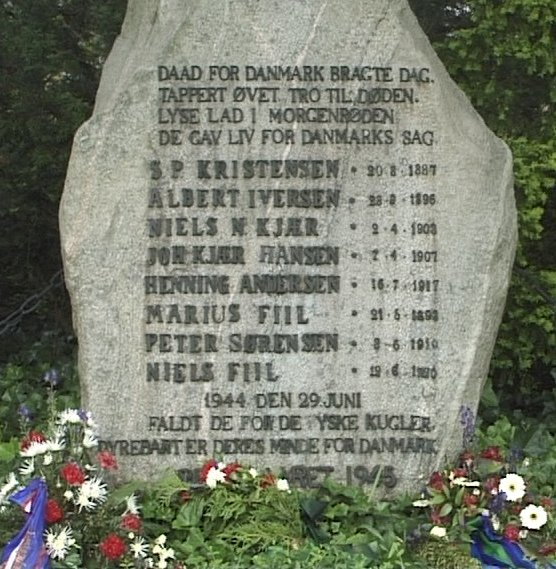
Gedenkstein für die hingerichteten Mitglieder der Hvidsten-Gruppe

Die Hvidsten-Gruppe war eine dänische Widerstandsgruppe im Zweiten Weltkrieg. Der Name stammt vom Gasthaus Hvidsten kro zwischen Randers und Mariager in Jütland, dessen Wirt Marius Fiil die Gruppe gegründet hat.

## Geschichte
Die Gruppe nahm Waffen und Sprengmittel in Empfang, die Halifax-Flugzeuge der britischen Royal Air Force über Dänemark abwarfen, um sie anschließend an weitere Widerstandsgruppen wie Borgerlige Partisaner (BOPA) und Holger Danske weiterzubefördern. Die Abwürfe wurden mittels geheimer Codes angekündigt, die als "Grüße" im dänischen Nachrichtenprogramm der BBC getarnt waren, das während des Krieges gesendet wurde.
Die Hvidsten-Gruppe wurde 1943 gegründet und existierte bis 1944, als ihre Mitglieder von der Gestapo verhaftet wurden, nachdem ein gefangen genommener britischer Agent unter Folter Angaben zu der Gruppe preisgegeben hatte.
Die Nachricht über die Verhaftung der Gruppenmitglieder wurde am 18. März 1944 in der Widerstandszeitung De frie Danske gemeldet. Im folgenden Monat wurde darin auch berichtet, dass der Gastwirt Marius Fiil zusammen mit anderen Widerständlern aus Hvidsten von Randers ins Vestre-Gefängnis in Kopenhagen überführt worden war.

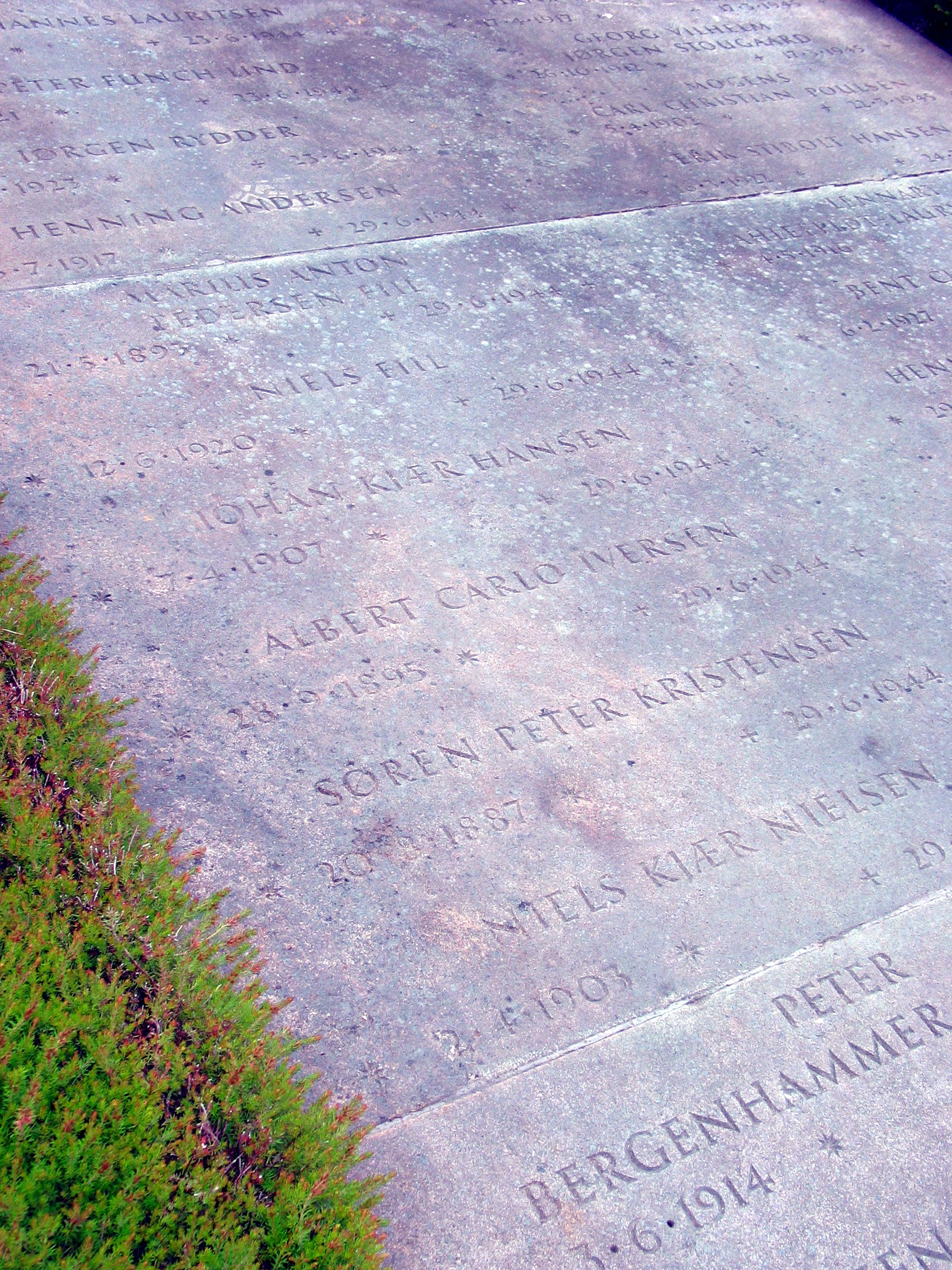
Gedenkstein im Gedenkhain in Ryvangen

Acht Mitglieder der Gruppe wurden zum Tod verurteilt und am 29. Juni 1944 von der deutschen Besatzungsmacht in Ryvangen hingerichtet. Die Nachricht davon führte zu einer Ausweitung des Kopenhagener Volksstreiks zu einem Generalstreik, in dessen Folge ein Terror- und Sabotageerlass verkündet wurde.

## Film
Die Geschichte der Hvidsten-Gruppe wurde 2012 verfilmt. Mit über 750.000 Zuschauern war Hvidsten Gruppen (Die Hvidsten-Gruppe) in jenem Jahr der meistgesehene Film in den dänischen Kinos. Beim Filmfest Hamburg wurde der Film mit dem Publikumspreis ausgezeichnet.